# Mount Pleasant (Karolina Południowa)
Mount Pleasant – miasto w Stanach Zjednoczonych, w stanie Karolina Południowa, w hrabstwie Charleston.